# ران وبستر
ران وبستر (انگلیسی: Ron Webster؛ زادهٔ ۲۱ ژوئن ۱۹۴۳) یک بازیکن فوتبال اهل بریتانیا است.
از فیلم‌ها یا برنامه‌های تلویزیونی که وی در آن نقش داشته است می‌توان به گاسفورد پارک اشاره کرد.